# Corpa
Corpa – miejscowość w Hiszpanii we wspólnocie autonomicznej Madryt, leżąca w odległości 14 km od Alcalá de Henares. Położona na terenach równinnych, wokół rozciągają się liczne gaje oliwne. Jako ciekawe budynki wyróżnia się kościół Santo Domingo de Silos z XII wieku, pałac markiza Corpa lub Mondéjar z XVI wieku oraz pylon.